# Pesta de Sheroe
La Pesta de Sheroe (627-628) va ser una epidèmia que va devastar les províncies occidentals de l'imperi sassànida, principalment Mesopotàmia (Asorestan), matant la meitat de la seva població, fins i tot el rei sassànida (shah), el nom del qual serveix per anomenar la pesta, Kavad II Sheroe (r. 628).
La Plaga de Sheroe va ser una de les diverses epidèmies que es van produir a la zona de l'Iran o regions properes dos segles després que els exèrcits sassànides portessin la primera epidèmia de les campanyes a Constantinoble, Síria i Armènia. Va contribuir a la caiguda de l'Imperi Sassànida.